# Lauchgewächse
Die Unterfamilie der Lauchgewächse oder Zwiebelgewächse (Allioideae) gehört zur Pflanzenfamilie der Amaryllisgewächse (Amaryllidaceae) in der Ordnung der Spargelartigen (Asparagales) innerhalb der Monokotyledonen. Viele Arten werden als Nahrungs- oder Zierpflanzen genutzt.

## Beschreibung

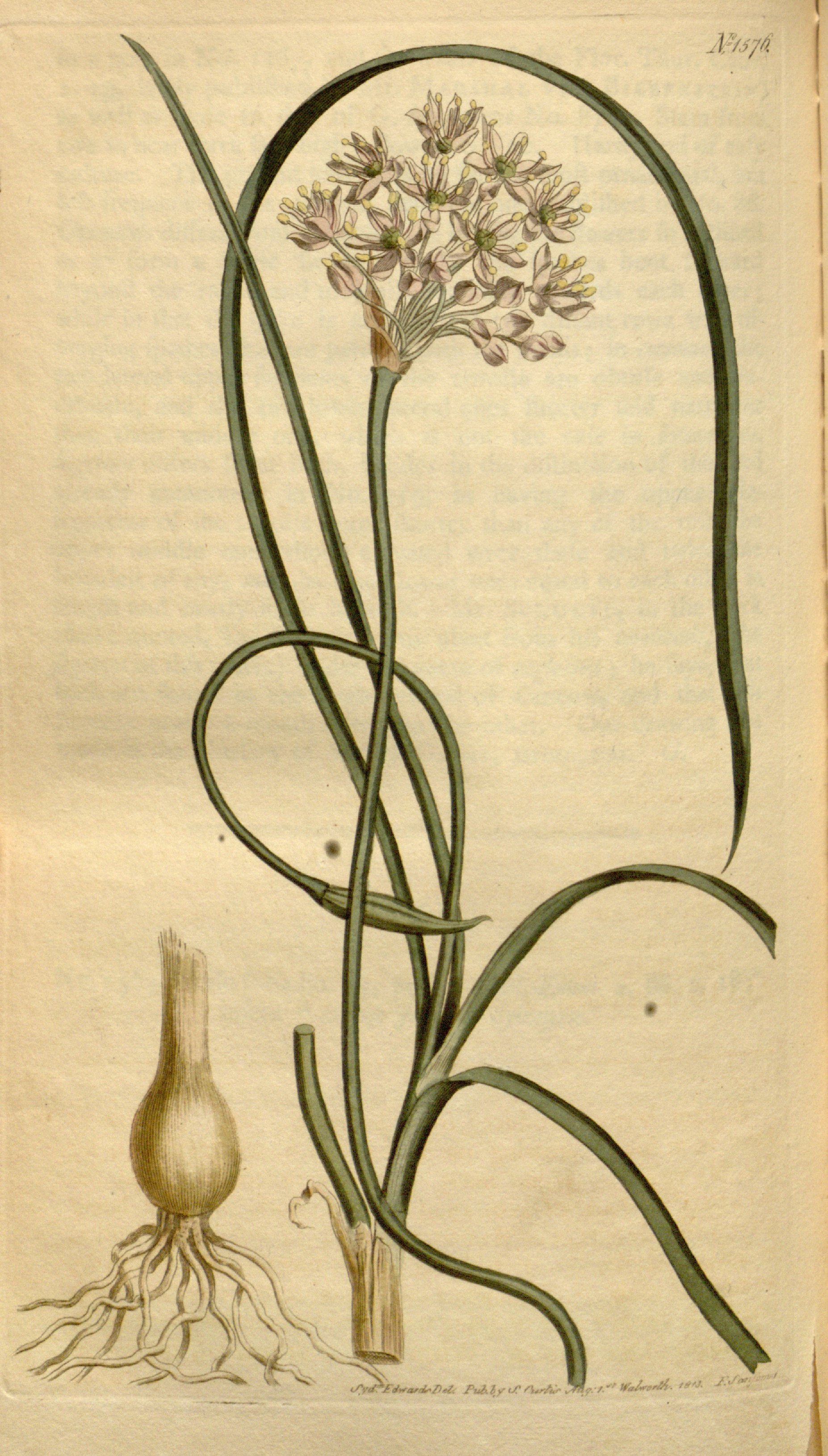
Tribus Allieae: Illustration von Allium stellatum

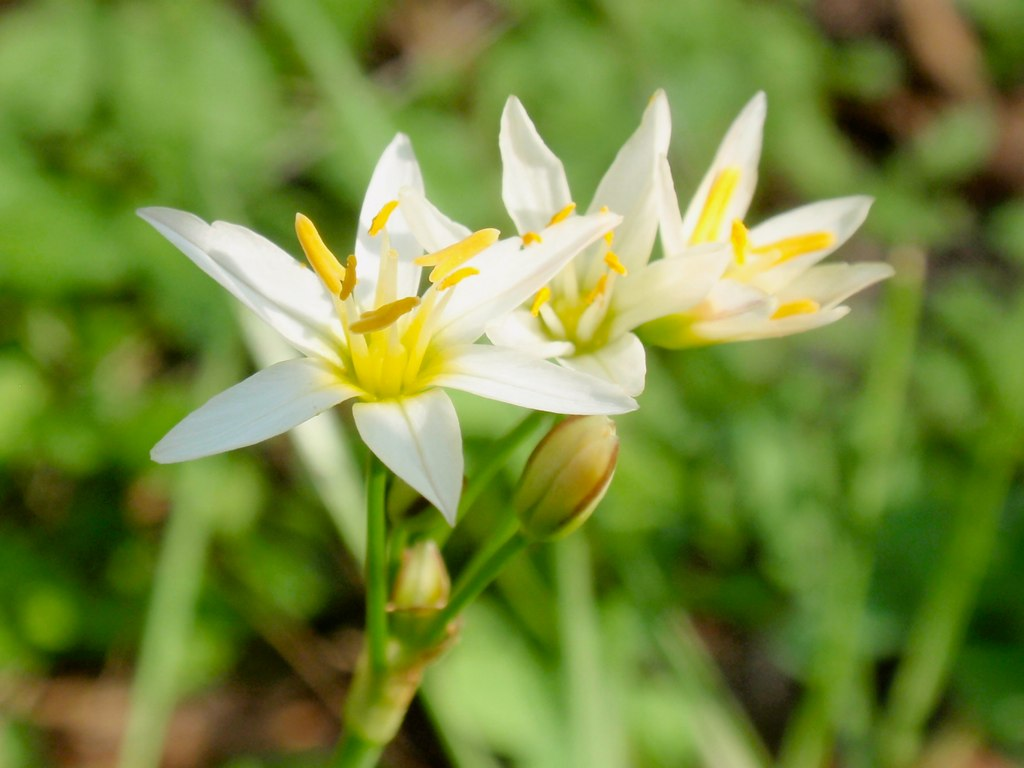
Tribus Leucocoryneae: Blütenstand mit dreizähligen Blüten im Detail von Nothoscordum bivalve

### Vegetative Merkmale
Es sind ausdauernde krautige Pflanzen. Alle Arten sind nicht immergrün, besitzen also nur Laubblätter während der günstigen Jahreszeit (Sommer oder Regenzeit). Oft bilden sie Zwiebeln mit Tunika, Knollen oder Rhizome als Überdauerungsorgane. Die Wurzeln sind oft kontraktil. Die meisten Arten besitzen den typischen Zwiebelgeruch.
Die Laubblätter sind wechselständig und spiralig oder zweizeilig, fast immer in einer grundständigen Rosette angeordnet. Die einfachen, ganzrandigen Laubblätter sind sehr unterschiedlich gestaltet. Nur selten ist ein Blattstiel ausgebildet (beispielsweise Allium ursinum, Allium victorialis).

### Generative Merkmale
Es ist ein mehr oder weniger langer, unbeblätterter Blütenstandsschaft vorhanden. Die scheindoldigen Blütenstände sind aus gestauchten, zymösen Teilblütenständen zusammengesetzt und sind manchmal fast kugelrund. Der Blütenstand ist im knospigen Zustand von zwei oder mehr membranartigen Hochblättern schützend umhüllt. Es sind keine Deckblätter vorhanden.
Die zwittrigen, meist radiärsymmetrischen, bei Miersia, Gethyum und Solaria mehr oder weniger zygomorphen, Blüten sind dreizählig. Fast alle Arten besitzen zwei Kreise mit je drei Blütenhüllblättern, außer Gilliesia und Schickendantziella bei denen ein Kreis fehlt. Die Blütenhüllblätter sind gleichgestaltig und meist an ihrer Basis verwachsen. Es sind meist zwei Kreise mit je drei fertilen Staubblättern vorhanden. Bei Gilliesia, Gethyum, Miersia und Solaria sind die Staubfäden zu einer den Griffel umgebenden Röhre verwachsen. Wobei bei Gilliesia und Gethyum nur drei fertile Staubblätter vorhanden sind und die drei anderen zu kurzen Staminodien reduziert sind. Bei Trichlora und einigen Leucocoryne-Arten wechselt jeweils ein fertiles Staubblatt mit einem Staminodium ab. Die drei Fruchtblätter sind zu einem oberständigen, dreifächerigen Fruchtknoten verwachsen. Je Fruchtknotenkammer sind meist einige, bei Allium nur ein bis zwei, Samenanlagen vorhanden. Es sind meist Septalnektarien im oberen Teil des Fruchtknotens vorhanden, außer bei Gilliesia und Gethyum. Bei allen Arten sind die Griffel nicht hohl im Gegensatz zu den Themidaceae. Die Bestäubung erfolgt meist durch Insekten (Entomophilie).
Es werden Kapselfrüchte gebildet.
Die 2 bis 20 µm langen Chromosomen sind je nach Tribus in einer Basiszahl von x = 4, 6, (7), 8, (9) vorhanden.

### Inhaltsstoffe
Typisch, aber nicht bei allen Arten vorhanden, ist die Anreicherung von schwefelhaltigen Verbindungen, die nach Verletzung von Zellen durch Spaltung die Freisetzung der charakteristisch riechenden Lauchöle verursachen. Steroidsaponine sind häufig zu finden. Nur selten sind Idioblasten mit Schleim und Oxalatraphiden gefüllt. Es sind Flavonoide vorhanden.

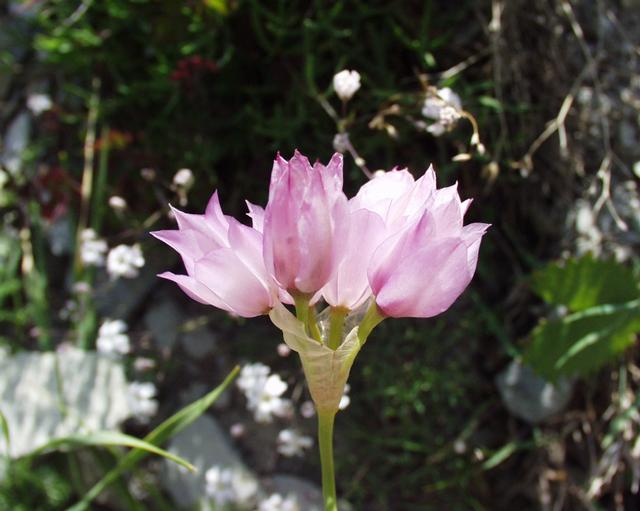
Tribus Allieae: Narzissen-Lauch (Allium narcissiflorum)

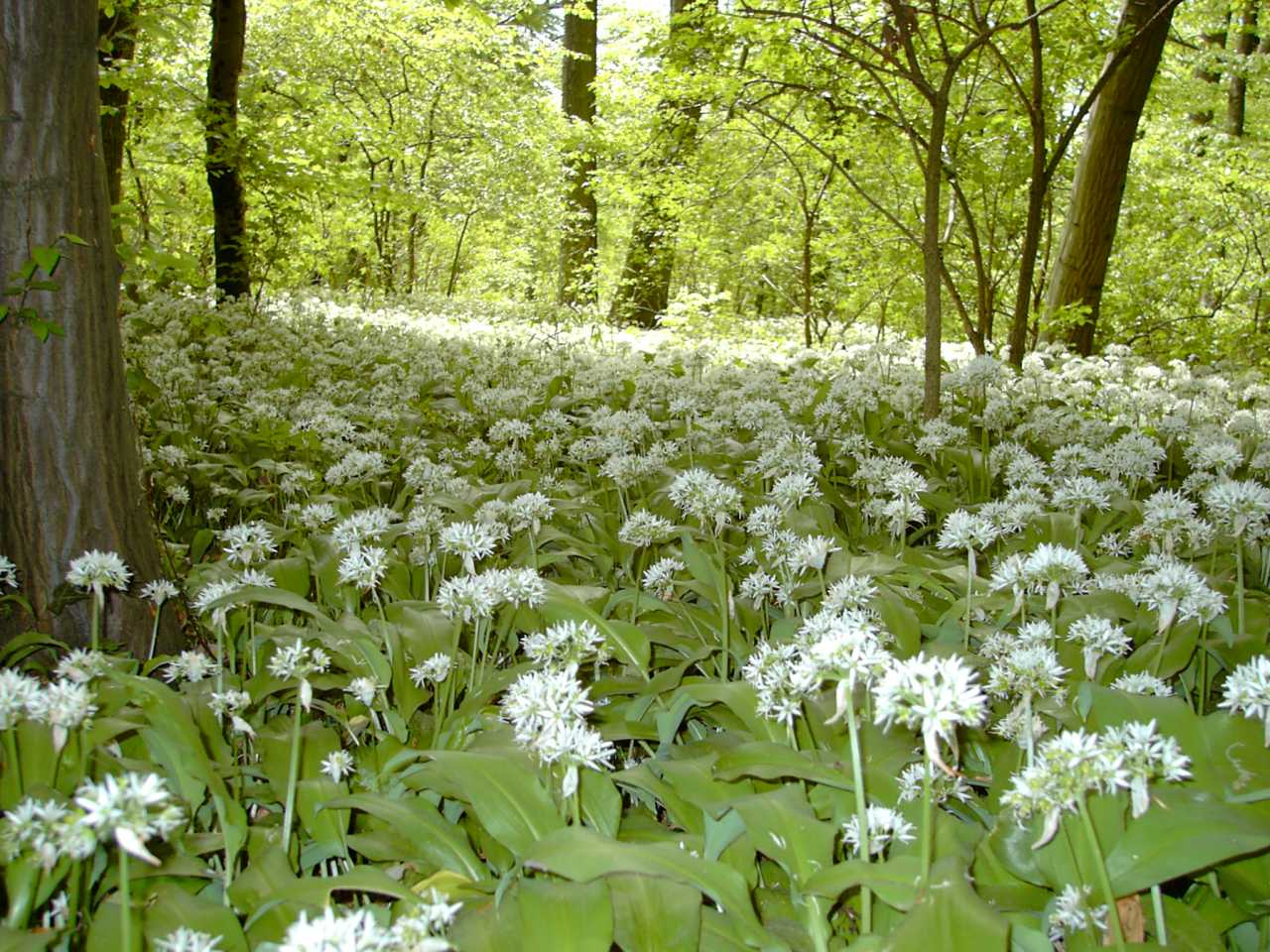
Tribus Allieae: Bärlauch (Allium ursinum) zur Blütezeit

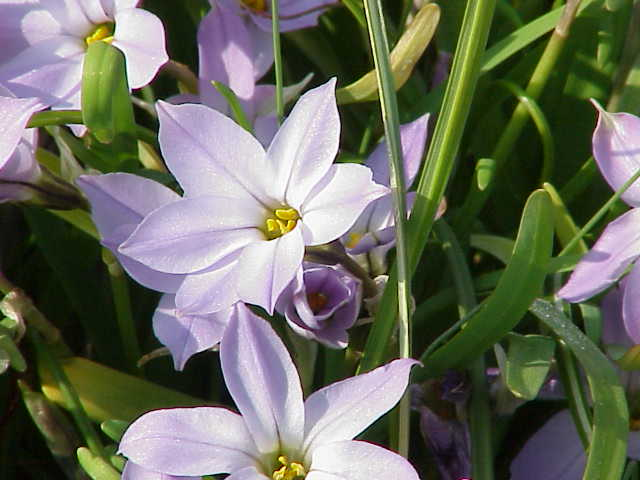
Tribus Leucocoryneae: Einblütiger Frühlingsstern (Ipheion uniflorum)

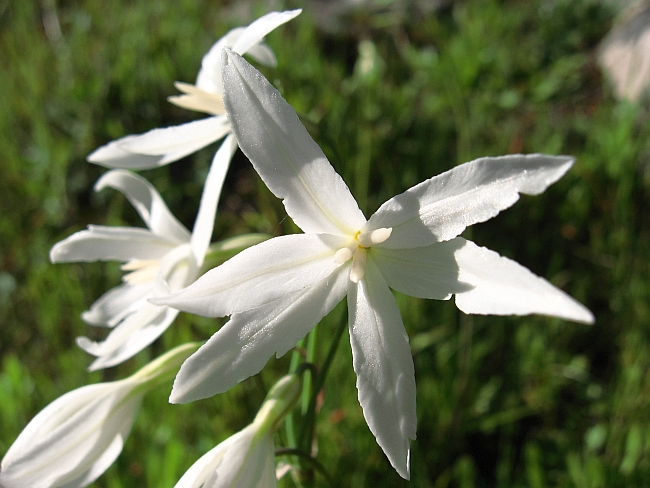
Tribus Leucocoryneae: Blüte von Leucocoryne ixioides

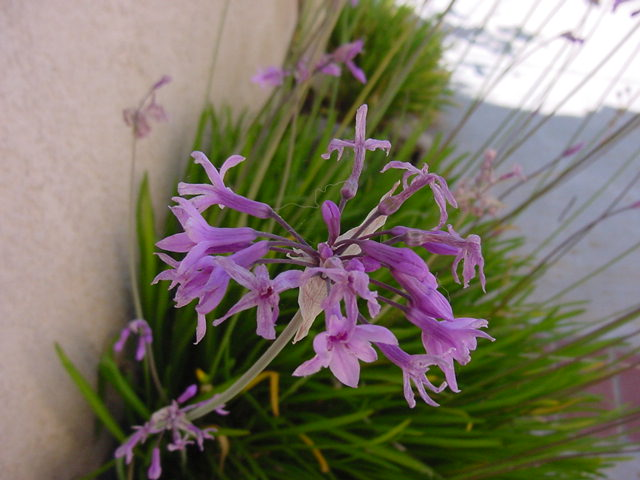
Tribus Tulbaghieae: Blütenstand von Tulbaghia violacea

## Systematik und Verbreitung
Die Unterfamilie Allioideae kommt weltweit in allen Klimazonen vor. In Australien und angrenzenden Gebieten findet man nur wenige Arten.
Die molekulargenetischen Untersuchungen in den letzten gut zehn Jahren haben dazu geführt, dass die Familiengrenzen innerhalb der Ordnung der Spargelartigen (Asparagales) sich stark verschoben haben. Die Systematik dieser Unterfamilie, früher Familie, wurde lange diskutiert, dabei wurden Unterfamilien und Tribus aufgestellt und wieder verworfen, so wird man in der Literatur oft auf scheinbare Ungereimtheiten stoßen. Hier dargestellt ist die Systematik nach Mark W. Chase et al. 2009. Die Familie der Amaryllidaceae J.St.-Hil. wurde um die Taxa der ehemaligen Familien Agapanthaceae und Alliaceae erweitert. Die bisherigen Unterfamilien der bisherigen Alliaceae werden einen Rang niedriger gestuft und bilden die drei Tribus der Unterfamilie Allioideae Herb. s. l. Der Familienname Alliaceae wurde von Moritz Balthasar Borkhausen veröffentlicht. Typusgattung ist Allium L. Weitere Synonyme für Allioideae Herb. sind Cepaceae Salisb., Gilliesiaceae Lindl., Tulbaghiaceae Salisb., Milulaceae Traub. Früher wurden diese Taxa auch in die Familie der Liliengewächse (Liliaceae) eingeordnet.
Die Unterfamilie Lauchgewächse (Allioideae) wird seit 2014 in vier Tribus gegliedert und umfasst derzeit etwa 15 (früher bis 30) Gattungen mit fast 800 Arten:
- Tribus Allieae Dumort.: Die Zwiebeln enthalten keine Stärke. Sie enthält nur eine Gattung:
  - Lauch (Allium L.): (inklusive Caloscordum Herb., Milula Prain, Nectaroscordum Lindl.) Mit 260 bis 780 Arten in den gemäßigten Gebieten der Nordhalbkugel ist sie die artenreichste Gattung dieser Unterfamilie.

- Tribus Gilliesieae Baker (Syn.: Gillesiaceae Lindl., Gilliesioideae Arnott, Ipheieae): Sie enthält seit 2014 nur noch etwa neun (davor etwa dreizehn) Gattungen und etwa 20 Arten in der Neotropis:[5]
  - Ancrumia Harv. ex Baker (manchmal in Solaria eingegliedert): Sie enthält nur eine Art:
    - Ancrumia cuspidata Harv. ex Baker: Die Heimat ist Coquimbo in Chile.

  - Erinna Phil. (manchmal in Leucocoryne eingegliedert): Sie enthält nur eine Art:
    - Erinna gilliesioides Phil.: Die Heimat ist Zentralchile.

  - Gethyum Phil.: Die etwa zwei Arten sind im südlichen Chile verbreitet.
  - Gilliesia Lindl.: Die etwa sechs Arten sind in Chile verbreitet.
  - Miersia Lindl.: Die etwa sechs Arten sind in Chile verbreitet.
  - Schickendantziella Speg.: Sie enthält nur eine Art:
    - Schickendantziella trichosepala (Speg.) Speg.: Die Heimat ist das nordöstliche Argentinien.

  - Solaria Phil. (manchmal inklusive Ancrumia Harv. ex Baker): Die drei bis sechs Arten sind im südlichen Chile und südlichen Argentinien verbreitet.
  - Speea Loes.: Die nur zwei Arten sind in Chile verbreitet.
  - Trichlora Baker: Die nur zwei Arten sind in Peru verbreitet.

- Tribus Leucocoryneae (Ravenna) Sassone, S.C.Arroyo & Giussani: Sie enthält seit 2014 sechs neotropische Gattungen:[6]
  - Beauverdia Herter: Sie wurde 2014 reaktiviert[7] und die vier Arten sind vom südlichen Brasilien und Uruguay bis nordöstlichen Argentinien verbreitet.[4]
  - Sternblumen (Ipheion Raf., manchmal in Tristagma eingeordnet): Die etwa drei Arten sind in Südamerika verbreitet.
  - Leucocoryne Lindl. (Syn.:, Erinna Phil., Latace Phil., Pabellonia Quezada & Martic., Stemmatium Phil.): Die 15[6] bis 45[4] Arten sind in Chile verbreitet.
  - Nothoscordum Kunth: Die etwa 25 Arten sind in Südamerika, Mittelamerika, Mexiko und südlichen USA verbreitet.
  - Tristagma Poepp. (Syn: Garaventia Looser, Steinmannia Phil.): Die 9 bis 20[6] oder bis zu 30 Arten sind in Chile und Argentinien verbreitet.
  - Zoellnerallium Crosa (manchmal in Nothoscordum Kunth): Die nur zwei Arten kommen in Chile und Argentinien vor.[6]

- Tribus Tulbaghieae Endl. ex Meisn. (Syn.: Tulbaghioideae M.F.Fay & M.W.Chase, Tulbaghiaceae Salisb.): Meist mit Rhizomen. Sie enthält nur eine Gattung:
  - Tulbaghia L.: Die etwa 22 Arten sind in der Capensis verbreitet.

Viele Gattungen, die früher in dieser Unterfamilie Allioideae eingeordnet waren gehören heute zur Unterfamilie Brodiaeoideae (Syn.: Themidaceae).

## Weiterführende Literatur
- Michael F. Fay, Mark W. Chase: Resurrection of Themidaceae for the Brodiaea alliance, and recircumscription of Alliaceae, Amaryllidaceae and Agapanthoideae. In: Taxon. Band 45, Nr. 3, 1996, S. 441–451, JSTOR:1224136.
- Paola Jara-Arancio, Mary T. K. Arroyo, Pablo C. Guerrero, Luis F. Hinojosa, Gina Arancio, Marco A. Méndez, Mark Carine: Phylogenetic perspectives on biome shifts in (Alliaceae) in relation to climatic niche evolution in western South America. In: Journal of Biogeography. Band 41, Nr. 2, Februar 2014, ISSN 0305-0270, S. 328–338, doi:10.1111/jbi.12186 (ieb-chile.cl [PDF]).
- Agostina B. Sassone, Liliana M. Giussani, E. R. Guaglianone: Multivariate studies of Ipheion (Amaryllidaceae, Allioideae) and related genera. In: Plant Systematics and Evolution. Volume 229, 2013, S. 1561–1575. doi:10.1007/s00606-013-0819-5